# محمد رفیع روزه‌دار
محمد رفیع روزه دار فرزند احمد (۱۳۱۴–۱۳۸۲) یکی از شاعران بخش کوخرد شهرستان بستک در غرب استان هرمزگان در جنوب ایران بود. نام کامل وی: ( محمد رفیع بن احمد بن عبدالرحمن ایوب روزه دار ). وی در اشعارش معروف تخلص می‌کرد.

## زندگی
معروف مشهور به «معروف کوخردی» به سال ۱۳۱۴ خورشیدی در روستای کوخرد (بستک) زاده شد، وی از جمله شاعران محلی شهرستان بستک محسوب می‌شود که شعرها و دوبیتی‌هایش را به زبان فارسی و گویش بستکی و بویژه کوخردی سروده‌است، و از آغاز جوانی علاقه خاصی به شعر و شاعری داشت.
در سنین جوانی عازم بحرین شد و اولین قصیده‌اش را در بحرین سرود.

## درگذشت
معروف در روز هیجدهم خردادماه ۱۳۸۲ خورشیدی، در ۶۸ سالگی در کوخرد درگذشت و در زادگاهش به خاک سپرده شد.

## دیوان اشعار معروف کوخردی
دیوان اشعار معروف کوخردی به همت و کوشش آقایان حسام حبیبی و محمد حسنی در سال ۱۳۸۵ خورشیدی توسط مؤسسهٔ «همسایه» به چاپ رسید.

## فهرست منابع و مآخذ
- محمدیان، کوخردی، محمد. به یاد کوخرد ج۲. چاپ اول، دبی: سال انتشار ۲۰۰۳ میلادی.
- دیوان: (اشعار معروف کوخردی)   به کوشش: حسنی، کوخردی، محمد و حبیبی، حسام، ناشر: همسایه . ، ایران: چاپ اول، انتشار سال ۱۳۸۵ خورشیدی.
- نگاره از: عبدالغفار علیرضایی.
- الکوخردی، محمد، بن یوسف، (کُوخِرد حَاضِرَة اِسلامِیةَ عَلی ضِفافِ نَهر مِهران Kookherd, an Islamic District on the bank of Mehran River) الطبعة الثالثة، دبی: سنة ۱۹۹۷ للمیلاد.